# Simon Mawer
Simon Mawer (Inghilterra, 18 settembre 1948 – Roma, 12 febbraio 2025) è stato uno scrittore e insegnante britannico, che dal 1977 ha vissuto in Italia.

## Biografia e opere
Dopo aver frequentato la Millfield School nel Somerset e il Brasenose College di Oxford, Mawer ha conseguito una laurea in zoologia e si è dedicato all'insegnamento in maniera continuativa, insegnando biologia prima nelle Isole del Canale, poi in Scozia, a Malta e infine a Roma. Ha pubblicato il suo primo romanzo, Chimera, (per i tipi della Hamish Hamilton, 1989) relativamente tardi per uno scrittore, all'età di 39 anni. Tale novella ha vinto il premio McKitterick Prize come opera d'esordio. Dopo tre novelle di medio successo, Il mondo di Benedict (Mendel's Dwarf) del 1997 l'ha confermato come autore a livello internazionale.  The New York Times ha affermato che quest'opera può essere annoverata tra i "books to remember" dell'anno. I diritti cinematografici sono stati acquisiti prima da Uzo e poi da Barbra Streisand. Hanno fatto seguito Il Vangelo di Giuda (The Gospel of Judas) e The Fall, quest'ultimo vincendo nel 2003 il premio Boardman Tasker Prize for Mountain Literature. Più recentemente, Mawer ha pubblicato Swimming to Ithaca, una novella in parte ispirata dalla sua gioventù passata sull'isola di Cipro. Il libro intitolato  A place in Italy (Un posto in Italia) (per i tipi della Sinclair-Stevenson, 1992), scritto sull'onda di Un anno in Provenza di Peter Mayle, racconta i primi due anni che Mawer passò in Italia, vivendo in un villaggio del Lazio. Un'escursione nel campo della divulgazione scientifica ha prodotto il suo Gregor Mendel: Planting the Seeds of Genetics, pubblicato in collaborazione con il Field Museum di Chicago come volume associato alla mostra omonima attualmente in esposizione al detto museo.
Nel 2009, Mawer ha pubblicato La casa di vetro (The Glass Room), un romanzo che si svolge in una villa modernista costruita nella Cecoslovacchia del 1928. Mawer riconosce che il libro è stato ispirato principalmente dalla Villa Tugendhat, disegnata dall'architetto Ludwig Mies van der Rohe e costruita a Brno nella  Repubblica Ceca, negli anni 1928-30. La novella è stata finalista al Premio Man Booker Prize del 2009.
Mawer ha vissuto in Italia dal 1977, insegnando biologia alla Scuola Internazionale Britannica St. George's di Roma. Era sposato e aveva due figli.
È morto il 12 febbraio 2025.

## Opere
- (EN)  Chimera (1989)
- (EN)  A Place in Italy (1992)
- (EN)  The Bitter Cross (1992)
- (EN)  A Jealous God (1996)
- Il mondo di Benedict (Mendel's Dwarf, 1997) Bompiani (1997) - ISBN 978-8845231858
- Il Vangelo di Giuda (The Gospel of Judas, 2000) Il Saggiatore (2001) - ISBN 978-8842809562
- (EN)  The Fall (2003)
- (EN)  Swimming to Ithaca (2006)
- (EN)  Gregor Mendel: Planting the Seeds of Genetics (2006)
- La casa di vetro (The Glass Room, 2009) Neri Pozza (2009) - ISBN 978-8854503328 - nominato al Man Booker Prize del 2009.
- La ragazza che cadde dal cielo (The Girl Who Fell from the Sky, 2012) Neri Pozza (2012) - ISBN 9788854505995